# William Chandler Roberts-Austen
William Chandler Roberts-Austen, (3. března 1843 Kennington – 22. listopadu 1902 Londýn), byl britský metalurg, který se zabýval fyzikálními vlastnostmi kovů a jejich slitin. Tuhý roztok uhlíku v železe γ se nazývá austenit právě na jeho počest.

## Biografie
Narodil se jako William Chandler Roberts v Kennigtonu v hrabství Surrey rodičům Georgovi a Marii. Příjmení Austen získal v roce 1885 po svém strýci majoru Austenovi jako dědickou podmínku. Dostalo se mu vzdělání na soukromé škole Royal School of Mines v letech 1861 až 1865.
Roku 1869 byl jmenován asistentem mincmistra a pak chemie na Royal Mint (tj. Královské mincovně), v roce 1880 profesorem metalurgie na báňské škole, chemikem a analytikem Královské mincovny v letech 1882 až 1902. Vyvinul postupy analýz jednotlivých složek slitin a pyrometr s automatickým záznamem, který používal pro registraci teplotních změn v peci a roztaveného materiálu. Stal se světovou autoritou v oblasti technických hledisek odlévání mincí. Výsledky jeho práce jsou využívány v mnoha praktických a průmyslových aplikacích.
V červnu roku 1875 byl zvolen členem Královské společnosti a byl oceněn jako Bakerian Lecturer v roce 1896. Ve stejném roce získal Řád lázně a o tři roky později byl pasován na rytíře stejného řádu. Získal také Řád čestné legie.
Zasloužil se o zbudování kaple Sv. Martina v Blackheathu v roce 1893.
Oženil se s Florencí Maude Alldridgeovou v Londýně roku 1876. Zemřel ve svém obydlí v Královské mincovně 22. listopadu 1902 a je pochován na hřbitově Sv. Martina v Canterbury, hrabství Kent.